# Taboriah 1 (district)
Taboriah 1 est l'un des districts de la sous-préfecture de Koba, situé dans la préfecture de Koba dans Boffa en république de Guinée.

## Géographie

### Démographie
- En 2014, le district comptait 5 590 habitants selon les RGPH 2014[1].